# جيرتي شيما
جيرتي شيما (بالألبانية: Gerti Shima) مواليد 6 مايو 1986 في تيرانا، هو لاعب كرة سلة ألباني. بدأ مسيرته الاحترافية في سنة 2001. يلعب مع نادي بريشتينا لكرة السلة في الدوري الكوسوفي لكرة السلة. يحمل الرقم 10. يبلغ طوله 6 قدم 8 بوصة (2.0 م).

## المسيرة الاحترافية
لعب مع نادي تيرانا لكرة السلة في موسم 2001–2002، ثم لعب مع نادي كامزا لكرة السلة من سنة 2004 إلى 2006، ثم لعب مع نادي بريشتينا لكرة السلة من سنة 2006 إلى 2008، ثم لعب مع نادي تيرانا لكرة السلة من سنة 2008 إلى 2011، ثم لعب مع نادي بريشتينا لكرة السلة في سنة 2016.

## روابط خارجية
- جيرتي شيما على موقع الاتحاد الدولي لكرة السلة (الإنجليزية)
- جيرتي شيما على موقع كرة السلة الأوروبية.كوم (الإنجليزية)
- جيرتي شيما على موقع ريلجم (الإنجليزية)
- جيرتي شيما على موقع بروبوليرز (الإنجليزية)